# CP/M
CP/M (аббревиатура от Control Program/Monitor или от Control Program for Microcomputers) — операционная система, созданная Гэри Килдаллом в 1974 году для микрокомпьютеров на базе Intel 8080. Изначально ограничивалась однозадачностью и использованием 8080-совместимых процессоров, в более поздних версиях CP/M была добавлена многозадачность и поддержка 8086-совместимых процессоров.
С конца 1970-х до середины 1980-х годов CP/M была стандартом де-факто на рынке микрокомпьютеров. Из-за того, что CP/M была доминирующей операционной системой на рынке, она значительно сократила объём работы, необходимой для переноса программы на компьютер нового производителя. CP/M имела существенные недостатки для использования обычными пользователями и имела высокую стоимость по сравнению с MS-DOS и PC DOS, поэтому в итоге она была вытеснена последними в связи с выходом IBM PC в 1981 году.

## История

### Название
Различные авторы расшифровывают аббревиатуру «CP/M» по-разному: одни считают, что аббревиатура расшифровывается как «Control Program/Monitor», а другие, в частности, сам Гэри Килдалл, что она расшифровывается как «Control Program for Microcomputers». Издание Computerworld Россия считает правильными оба варианта расшифровки. Название стиля «XX/X» (где X — произвольные буквы) было выбрано для того, чтобы оно соответствовало стилю названия языка программирования PL/M Гэри Килдалла, на котором написана CP/M.

### Ранняя история
Гэри Килдалл разработал CP/M в 1974 году на собственном языке программирования PL/M, разработанным годом ранее. CP/M предназначалась для работы на микрокомпьютерах Intel серии Intellec-8, но CP/M поддерживала не только Intel 8080, а ещё и Intel 8085 и Zilog Z80. Различные аспекты CP/M были созданы под влиянием операционной системы TOPS-10 мейнфрейма DECsystem-10, которую Килдалл использовал в качестве среды разработки.
В 1974 году Гэри Килдаллом и его женой Дороти Килдалл была основана компания Digital Research, первоначально названная как «Intergalactic Digital Research» (Intergalactic — с англ. — «межгалактический»), так как консультант Килдалла из Сосалито настаивал на названии «Digital Research», а творческий ассистент корпоративного советника Деми Мур настаивал на наличии в названии слова «Intergalactic». Это слово было убрано из названия в 1978 году, когда Деми Мур ушёл из компании.
В начале 1979 года, Кэтрин Стратински, подруга Килдалла из Военно-морской аспирантуры, стала четвёртым сотрудником Digital Research и ключевым разработчиком CP/M 2.0, CP/M 2.2 и CP/M Plus. Другими ключевыми разработчиками ранних версий CP/M в 1978—1979 годах являлись Роберт (Боб) Зильберштейн и Дэвид (Дейв) К. Браун.

### Первоначальный успех

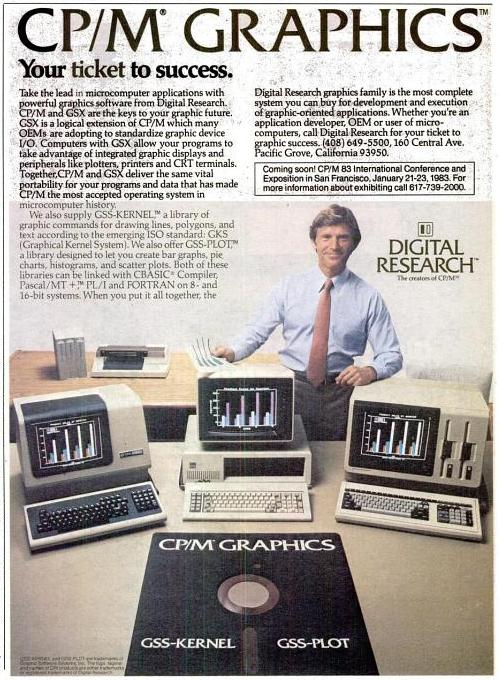
Реклама CP/M в номере журнала InfoWorld от 29 ноября 1982 года

Одним из первых внешних лицензиатов CP/M была компания Gnat Computers, которая в 1977 году купила за 90 долларов США (CP/M 1.3 продавалась ещё дешевле — по цене в 70 долларов США) у Digital Research право использовать их операционную систему на любом продукте, разработанном Gnat Computers. В том же году компания IMSAI сделала клон микрокомпьютера Altair 8800, назвав его IMSAI 8080; у этого клона не было операционной системы, поэтому в 1977 году IMSAI заплатила Гэри Килдаллу 25 000 долларов США за право самолично продавать CP/M 1.3; впоследствии IMSAI сделала на основе CP/M 1.3 собственную операционную систему IMDOS. В течение года спрос на CP/M настолько вырос, что Digital Research увеличила цену на операционную систему до нескольких десятков тысяч долларов США.
К сентябрю 1981 года Digital Research продала более 250 000 лицензий на CP/M, однако журнал InfoWorld заявлял, что фактически, их быть ещё больше из-за сублицензий на операционную систему и её клонов. Этот же журнал заявлял, что:

CP/M уверенно идет к тому, чтобы утвердиться в качестве основной операционной системы для микрокомпьютеров.
Оригинальный текст (англ.)CP/M is well on the way to establishing itself as the small-computer operating system

Некоторые компании с собственными операционными системами, такие как Zenith Data Systems (операционная система HDOS), предлагали CP/M в качестве альтернативы своей системе, если компьютер работал на процессорах Intel 8080 или Zilog Z80.
В 1982 году Билл Гейтс заявлял, что Apple II под управлением Z-80 SoftCard был самым популярным компьютером на CP/M. В том же году Digital Reseacrh заявила, что операционная система была лицензирована для более чем 450 типов компьютеров. На CP/M Plus, к примеру, работала серия компьютеров Amstrad PCW.

### MP/M
В 1979 году Томом Роландером, пятым сотрудником Digital Research, была разработана и выпущена многопользовательская версия CP/M под названием MP/M (расшифровывается как Multi-Programming Monitor Control Program), позволявшая нескольким пользователям подключаться к одному и тому же компьютеру, используя разные компьютерные терминалы. Запрос каждого пользователя обрабатывался отдельно и только после обработки предыдущего. Эта операционная система, в отличие от обычной CP/M, работала на многозадачном ядре, включающим в себя такие функции, как защита памяти, параллельный ввод-вывод (с англ. — «Extended I/O System», сокр. XIOS, в противовес BIOS CP/M), и реализацию «очередей» (с англ. — «queues»), которые, в свою очередь, реализовывали обработку запросов каждого пользователя отдельно. Несмотря на это, MP/M 1.0 является совместимой с CP/M 2.0.

#### Версии MP/M

##### MP/M II
8-битная версия MP/M изначально называлась так же, как и сама операционная система (1979—январь 1980), а с сентября 1981 года была переименована в MP/M II, в связи с выходом версии 2.0. Для её работы требовался процессор Intel 8080 или Zilog Z80, минимум 32 КБ ОЗУ (если операционная система настроена на два терминала и 8 сегментов памяти, а также работает на микрокомпьютере Intel MDS-800, то может хватать менее 15 КБ ОЗУ), от 1 до 16 терминалов и дисков. Кроме того, MP/M II поддерживала переключение банков, что позволяло эффективнее и экономнее использовать память; позднее переключение банков также было добавлено в CP/M Plus (3.0).
| Название    | Дата          | Нововведения |
| ----------- | ------------- | --- |
| MP/M 1.0    | 1979          | н/д |
| MP/M 1.1    | январь 1981   | н/д |
| MP/M II 2.0 | сентябрь 1981 | Добавлена возможность всем пользователям одного компьютера использовать одни и те же файлы с помощью функции обмена файлами; добавлена поддержка переключения банков. |
| MP/M II 2.1 | январь 1982   | Добавлена расширенная блокировка файлов, что позволяет процессу держать файл заблокированным даже после его закрытия.                                                 |

##### MP/M-86
Как и CP/M, MP/M была портирована на 16-битный Intel 8086 в сентябре 1981; новая версия была названа как «MP/M-86», по аналогии с CP/M-86. Одним из ключевых разработчиков новой версии системы был Фрэнсис (Фрэнк) Р. Холсворт, в последующем ставший директором по маркетингу Digital Research.

Первой версией этой системы стала MP/M-86 2.0, включающая две ревизии — от 25 сентября 1981 года, и от 5 октября 1981 года. Второй версией стала MP/M-86 2.1, вышедшая примерно в 1982 году. Версия MP/M-86 2.1, изначально задумывавшаяся для одного из компьютеров IBM, была названа Concurrent CP/M-86 в конце 1982 года. Concurrent CP/M была практически идентична MP/M-86 2.1, за исключением того, что в Concurrent CP/M были добавлены «виртуальные консоли» (с англ. — «virtual screens»), чтобы компенсировать однозадачность системы, возникшую из-за технических ограничений одного из компьютеров IBM, для которого и предназначалась Concurrent CP/M. Виртуальные консоли позволяли пользователю переключаться между выполнением сразу нескольких программ.

В качестве одного из дополнительных модулей для Concurrent CP/M 3.1, для обеспечения базовой совместимости с PC DOS 1.1 и версиями MS-DOS тех времён, в декабре 1983 года на выставке COMDEX был представлен PC-Mode, впоследствии поступивший в продажу 21 февраля 1984 года. В первом квартале 1984 года Concurrent CP/M 3.1 была развита в Concurrent DOS, которая изначально предназначалась для компьютера Motorola VME/10. Concurrent DOS, в свою очередь, впоследствии была развита во FlexOS и в Multiuser DOS.

##### MP/M 8-16
MP/M 8-16 (иногда называемая как MP/M-8/16) — название, данное CompuPro для своей версии MP/M-86, которая предназначалась для выполнения однопользовательских функций CP/M и 8-битных функций MP/M и работала на многопроцессорном компьютере CompuPro System 8/16, выпущенном в марте 1983 года.

#### CP/NET
В конце 1980 года Digital Research представила сетевую операционную систему под названием CP/NET, разработанную Томом Роландером и соединяющую компьютер, работающий на MP/M (сервер), с несколькими клиентами, работающими на компьютере под управлением CP/M (запросчиками (с англ. — «requesters»). Существовала также MP/NET, которая позволяла компьютерам, работающим на MP/M, выступать в качестве как серверов, так и запросчиков.
Также существовала версия CP/M, позволяющая изменять информацию на диске только через сеть, хранившаяся в ПЗУ и называющаяся CP/NOS. Существовала также и MP/NOS, аналогичная CP/NOS, но являющаяся при этом версией MP/M.

#### Команды MP/M
Следующий список команд поддерживается MP/M II:
| Команда  | Описание                                                                                                |
| -------- | --- |
| ABORT    | Прерывание указанного процесса                                                                          |
| ATTACH   | н/д |
| ASM      | Ассемблер                                                                                               |
| CONSOLE  | Вывод порядкового номера терминала                                                                      |
| DDT      | Отладка                                                                                                 |
| DIR      | Вывод списка файлов и подкаталогов, находящихся в указанном каталоге                                    |
| DSKRESET | Сброс диска                                                                                             |
| DUMP     | Отображение файла в шестнадцатеричном формате                                                           |
| ED       | Текстовый редактор                                                                                      |
| ERA      | Удаление файла                                                                                          |
| ERAQ     | Удаление файла после подтверждения                                                                      |
| GENHEX   | Конвертация .COM-файла в .HEX-файл                                                                      |
| GENMOD   | Конвертация .HEX-файла в .PRL-файл                                                                      |
| GENSYS   | н/д |
| LIB      | н/д |
| LINK     | Слияние нескольких .REL-файлов                                                                          |
| LOAD     | Конвертация .HEX-файла в .COM-файл                                                                      |
| MPMSTAT  | Вывод статуса MP/M                                                                                      |
| MPMLDR   | н/д |
| PIP      | Копирование файлов в другое место                                                                       |
| PRINTER  | н/д |
| PRLCOM   | Конвертация .PRL-файла в .COM-файл                                                                      |
| RDT      | Другая версия команды DDT                                                                               |
| REN      | Переименование файлов                                                                                   |
| RMAC     | Макроассемблер, создающий .REL-файл вместо .HEX, модифицированная версия макроассемблера CP/M 2.2 — MAC |
| SCHED    | Переносит указанный процесс на указанную дату и время                                                   |
| SDIR     | Модифицированная версия DIR                                                                             |
| SET      | Установка защиты файлов и дисков и атрибутов файлов                                                     |
| SHOW     | Вывод статуса диска                                                                                     |
| SPOOL    | н/д |
| STAT     | Вывод и установка статуса файлов или диска                                                              |
| STOPSPL  | н/д |
| SUBMIT   | н/д |
| TOD      | Вывод и установка даты и времени                                                                        |
| TYPE     | Вывод содержимого файла                                                                                 |
| USER     | Вывод и изменение порядкового номера пользователя                                                       |
| XREF     | н/д |

### CP/M Plus

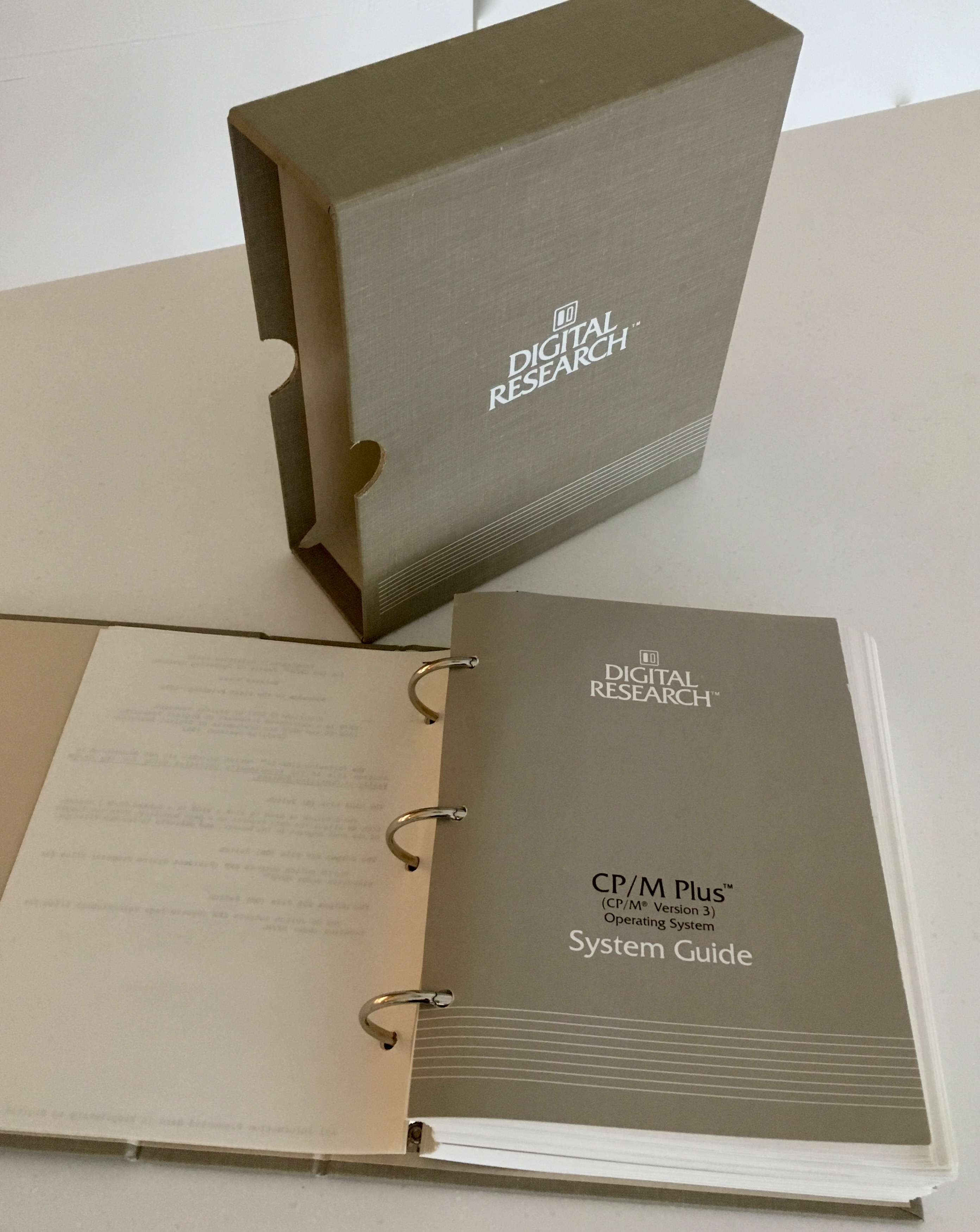
Руководство по эксплуатации CP/M Plus

Последней версией 8-битной CP/M являлась версия 3.0, выпущенная в 1983 году и также известная как CP/M Plus. Менеджером проекта была Кэтрин Стратински. CP/M Plus включала в себя такие нововведения, как переключение банков, существовавшее ранее в MP/M II 2.0, выпущенной двумя годами ранее. CP/M Plus также сохраняла совместимость со старыми программами, предназначенными для CP/M 2.2. Файловая система в CP/M Plus была значительно улучшена по сравнению с CP/M 2.2: CP/M Plus поддерживал файлы длиной до 32 МБ, а CP/M 2.2 — длиной до 8 МБ; кроме того, CP/M Plus поддерживал диски с ёмкостью до 512 МБ. В CP/M Plus также был добавлен макроассемблер RMAC — модифицированная версия макроассемблера MAC для CP/M 2.2, ранее уже существовавший в MP/M II.

### CP/M-86

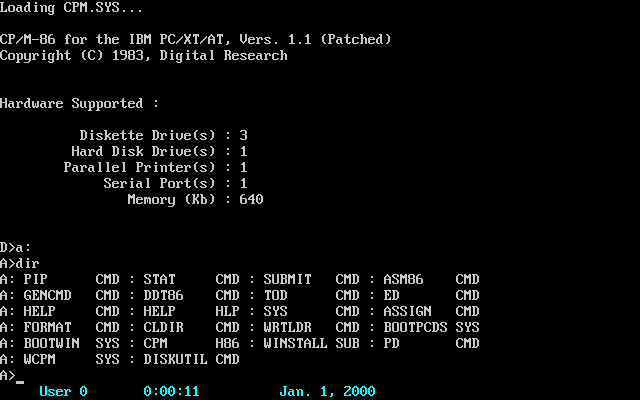
Скриншот CP/M-86 1.1 для IBM PC/XT/AT

Первой версией CP/M, разработанной для 16-битных процессоров, была CP/M-86, выпущенная в ноябре 1981 года и предназначенная для процессоров Intel 8086/88. Из-за выпуска CP/M-86, 8-битная CP/M стала известна под ретронимом CP/M-80. Изначально предполагалось, что выпуск CP/M-86 состоится в ноябре 1979 года, но
он неоднократно откладывался. Исполняемые файлы использовали расширение .CMD. Все последующие операционные системы, разработанные Digital Research, являются производными от CP/M-86.
Существовали также и другие 16-битные версии CP/M, такие как CP/M-68K для Motorola 68000, а также её порт на Zilog Z8000 для Olivetti M20, сделанный в 1982 году и названный CP/M-8000.

### Вытеснение DOS-системами
В 1979 году продажи микрокомпьютера Seattle Computer Products 8086 падали из-за отсутствия операционной системы, из-за чего в апреле 1980 года Тиму Патерсону было поручено создать замену CP/M, которой стала операционная система 86-DOS. Первоначально IBM хотела выбрать именно CP/M-86 в качестве операционной системы для IBM PC, однако Дороти Килдалл колебалась, подписывать ли ей соглашение о неразглашении, и хоть позже оно и было принято, Digital Research не приняла предложение от IBM купить CP/M напрямую за 250 000 долларов США. Новая система могла создаваться более года, а IBM она была нужна в течение нескольких месяцев. Пол Аллен из Microsoft узнал о существовании 86-DOS, поэтому позвонил Тиму Патерсону, который сказал, что не против, чтобы Microsoft лицензировала его систему. Билл Гейтс, узнав об этом, спросил у представителя IBM Джека Сэмса, хочет ли он, чтобы Microsoft купили 86-DOS, или чтобы её купила IBM; Джек Сэмс ответил, что купить 86-DOS должна Microsoft.
В декабре 1980 года Microsoft приобрела неисключительную лицензию на 86-DOS у SCP. В мае 1981 года Microsoft наняла Тима Патерсона, разработчика 86-DOS, для переноса системы на IBM PC. В июле 1981 года, за месяц до выпуска IBM PC, Microsoft приобрела все права на 86-DOS у SCP за 50 000 долларов США. Microsoft лицензировала 86-DOS для IBM, после чего появилась новая операционная система под названием PC DOS. В IBM PC, начиная с его даты выхода — с августа 1981 года, изначально использовалась только PC DOS, но впоследствии Килдалл настоял на том, чтобы покупатели сами выбирали себе систему из двух вариантов: CP/M-86 и PC DOS, угрожая судебным иском за создание нелегального клона CP/M.
CP/M-86 стоила 240 долларов США и продавалась значительно хуже по сравнению с PC DOS за 40 долларов; исследование показало, что 96,3 % IBM PC были проданы с установленной DOS, и только 3,4 % были проданы с установленной CP/M-86 или Concurrent CP/M-86. PC Magazine писал, что «CP/M-86 кажется более подходящей по нескольким показателям для IBM PC, чем DOS, но для тех, кто не планировал программировать на языке ассемблера и платить в шесть раз дороже, CP/M кажется менее привлекательной покупкой». Гарри Хелмс в своей книге 1983 года отмечает, что CP/M имеет существенные недостатки для обычного пользователя, и была разработана для использования лишь опытными программистами; по его словам, CP/M требует от пользователя изучения сложных команд, чтобы не совершить случайного удаления файла или диска. В середине 1982 года Lifeboat Associates объявила о том, что PC DOS является стандартом 16-битных операционных систем.
К началу 1983 года Digital Research стала продавать CP/M-86 1.1 по цене в 60 долларов США, а в январе 1984 года она анонсировала Kanji CP/M-86, японскую версию CP/M-86, продаваемую для девяти японских компаний, включая Mitsubishi Electric Corporation, Sanyo Electric Co., Ltd. и Sord Computer Corporation. В середине 1984 года журнал InfoWorld заявил, что усилия Digital Research по внедрению CP/M-86 на рынок домашних компьютеров были безуспешными, и бо́льшая часть программного обеспечения на CP/M была слишком дорогой для обычных пользователей. К середине 1980-х годов CP/M полностью потеряла актуальность и была вытеснена DOS-системами.
Более поздние версии CP/M, начиная с 1985 года, стали совместимыми с MS-DOS, после этого система была развита в DOS Plus.

## Компоненты

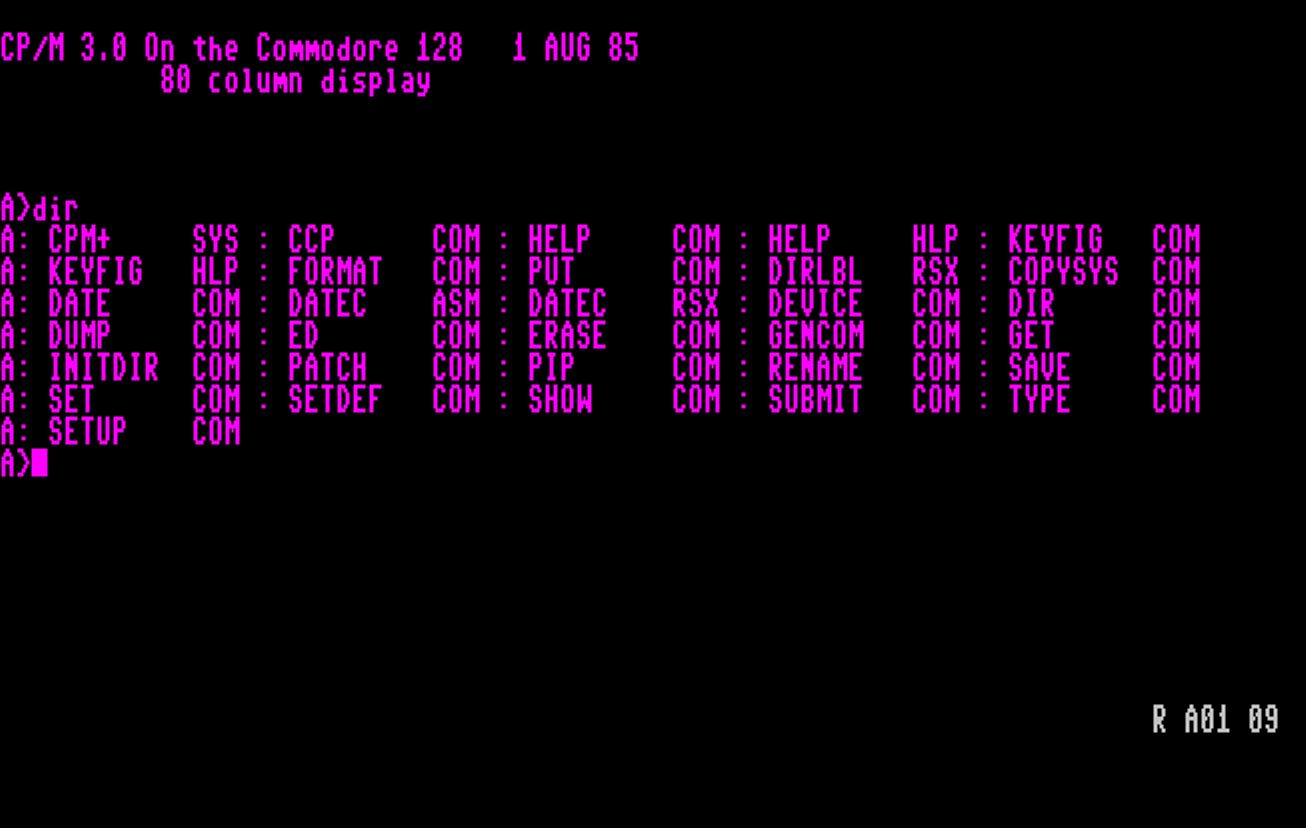
Скриншот CP/M 3.0 после введения команды DIR, работающей на Commodore 128

CP/M имела четыре основных компонента:
- BIOS (акроним от Basic Input/Output System, с англ. — «Базовая система ввода-вывода»);
- BDOS (аббревиатура от Basic Disk Operating System, с англ. — «Базовая дисковая операционная система»);
- CCP (аббревиатура от Console Command Processor, дословный перевод — «Процессор консольных команд»);
- TPA (аббревиатура от Transient Program Area, дословный перевод — «Временная область для программ»).

BIOS CP/M, в отличие от BIOS IBM-PC-совместимых компьютеров, считывает информацию, которая на него поступает, и после этого отправляет её в нужное место; BIOS занимается функциями самого низкого уровня, которые необходимы операционной системе. BIOS был добавлен в CP/M 1.3, в более ранних версиях функции BIOS выполнялись BDOS. По мнению Килдалла, BIOS являлась «секретом успеха CP/M», так как BIOS давал возможность программисту работать напрямую с оборудованием, и инженерам IMSAI, которая вскоре после этого купила право самостоятельно выпускать CP/M 1.3, понравилось это.
BDOS, начиная с CP/M 1.3, манипулирует дисками и их содержимым, действия, которые выполняет BDOS, включают в себя, например, открытие файла или форматирование диска.
CCP является командной строкой и выполняет команды пользователя, вводимые на консоль. Консоль, в месте перед вводимой командой, как правило, отображает A> как текущий диск, а также как диск по умолчанию. Примерно с 1982 года существовала графическая оболочка для CP/M под названием GSX (Graphics System Extension), которая в конце 1984 года была развита в GEM (Graphics Environment Manager).
TPA сохраняет в себе прикладные программы, которые либо были запущены пользователем, либо были загружены извне.

## Файловая система
Имя файла на диске могло содержать не более 8 символов, после чего следовала точка и расширение файла длиной до трёх символов. Данный формат записи имён файла стал известен как «8.3» и впоследствии использовался в MS-DOS и ранних версиях Windows. Размер файла указывался как количество 128-байтовых записей, соответствующих секторам на 8-дюймовых дискетах, из-за этого нельзя было узнать точный размер файла. В ранних версиях CP/M также не было возможности просмотра времени модификации файла, однако это было добавлено в CP/M Plus.
Начиная с версии 2.0, в CP/M была добавлена команда USER, позволяющая изменять пользователя и иметь доступ к персональным файлам на диске для каждого отдельного пользователя. С одним и тем же диском могли работать не более 15 пользователей.

## Программы

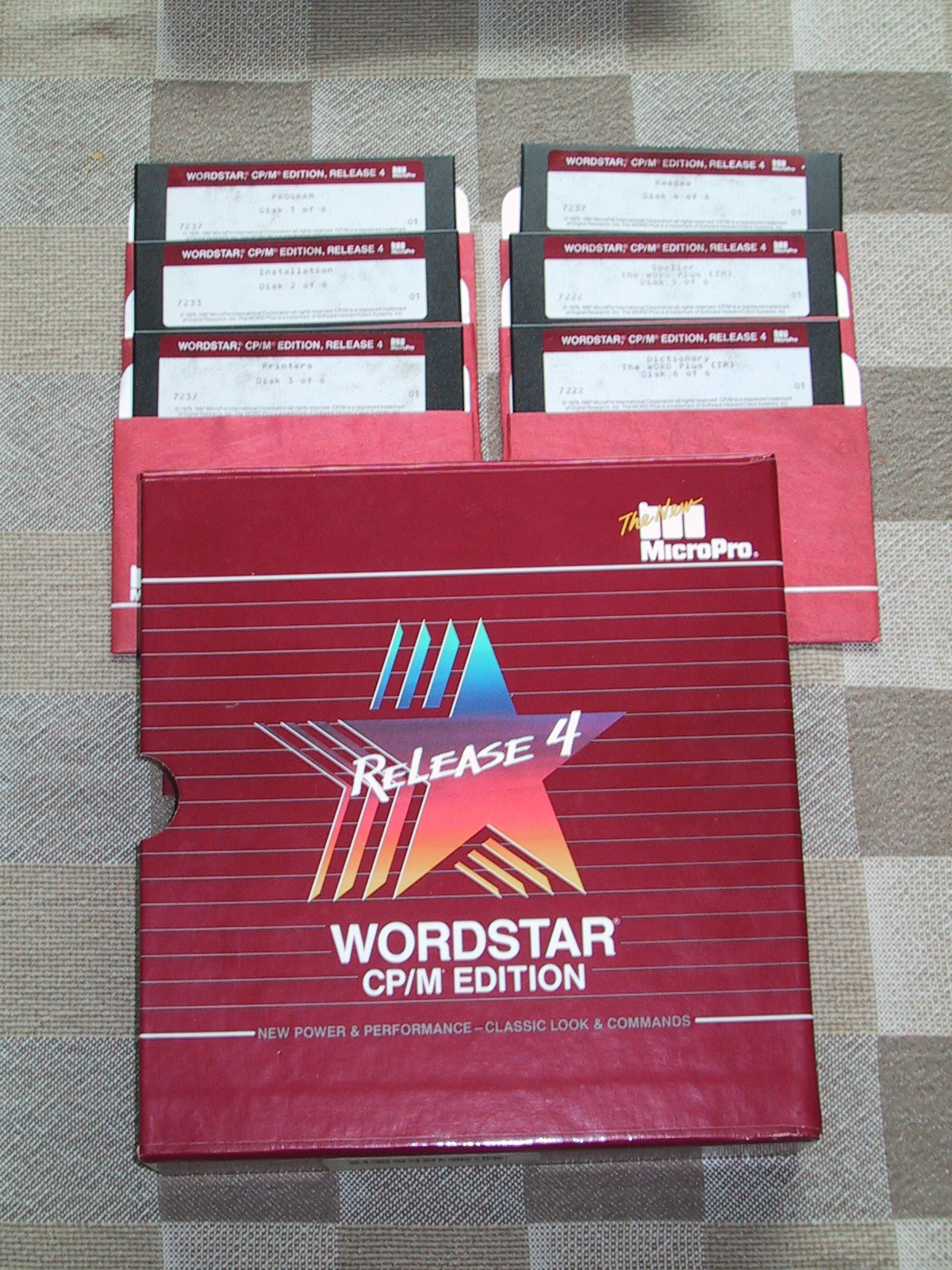
Набор дискет WordStar версии 4 для CP/M-80

Прикладные программы, которые были разработаны для CP/M, включают в себя:
- САПР AutoCAD (дебютировала на CP/M-80)[112];
- Семейство СУБД dBase (наряду с MS-DOS)[113];
- Структурный редактор KAMAS[англ.][114];
- Электронная таблица Multiplan[англ.] (наряду с PC DOS)[115];
- Электронная таблица SuperCalc (изначально была разработана именно для CP/M)[116];
- Интегрированная среда разработки Turbo Pascal (отправлена в продажу 20 ноября 1983 года; также поддерживает PC DOS)[117];
- Электронная таблица VisiCalc (первая электронная таблица для компьютеров; также поддерживала PC DOS)[115][116];
- Текстовый процессор WordStar[англ.] (отправлен в продажу в июне 1979 года; изначально был разработан именно для CP/M)[118];

Digital Research также поставляла для CP/M компилятор языка программирования PL/I.
CP/M также поставлялась со встроенным отладчиком, названным DDT. Изначально DDT было названием отладчика, разработанного Digital Equipment Corporation; тогда название расшифровывалось как Dynamic Debugging Technique, но когда Digital Research стала использовать DDT от DEC, она стала расшифровывать его как Dynamic Debugging Tool.

## Совместимые ОС

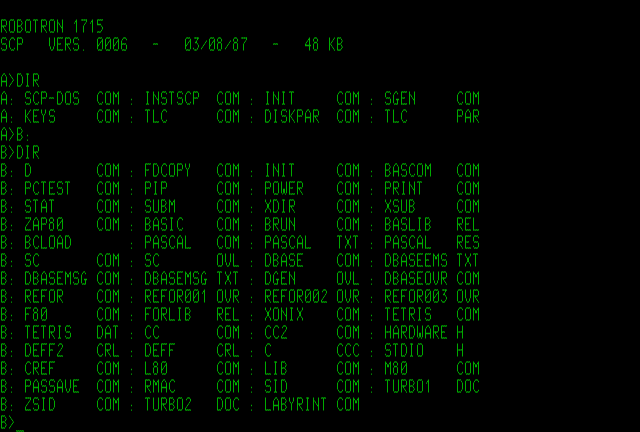
Скриншот Robotron 1715, работающего на SCP

- 86-DOS — имеет API, который повторяет API CP/M;
- MSX-DOS — является слиянием MS-DOS и CP/M-80;
- TurboDOS.

### Варшавский договор

#### ГДР
- CP/A[122];
- Single User Control Program[нем.] (сокр. SCP).

#### СССР
- МикроДОС.

## Наследие
В 1997—1998 годах компания Caldera выпустила множество файлов исходного кода CP/M 2.2 как свободное программное обеспечение, с 1997 года также разрешив распространение и модификацию всех файлов Digital Research, относящихся к CP/M и MP/M, через «Неофициальный веб-сайт CP/M» (англ. The Unofficial CP/M Web site), которым владел Тим Олмстед. После смерти Олмстеда 12 сентября 2001 года, лицензия на опубликованные файлы Digital Research была обновлена Lineo 19 октября 2001 года, который тем временем стал их владельцем.

### Комментарии
1. ↑  Под внешним лицензиатом подразумевается лицензиат, который не имеет явного отношения к Digital Research.
2. ↑  Сам Гэри Килдалл называл Concurrent CP/M-86 как просто Concurrent CP/M[61], название «Concurrent CP/M-86» же упоминается, например, в издании Advertising Week, 3 октября 1983 года[62]. Concurrent CP/M, в свою очередь, иногда сокращают до CCP/M[63].
3. ↑  .PRL — расширение файла, используемое в MP/M и CP/M Plus для двоичных файлов типов, отличных от .COM[76].
4. ↑  В DOS-системах и их производных (например, OS/2 или Windows), одноимённое расширение .cmd используется для пакетных файлов.

### Русскоязычная литература
- Черняк, Леонид. Гари Килдалл и его CP/M :  [рус.] : [арх. 15 февраля 2009] // Computerworld Россия. — Открытые системы, 2001. — № 33 (20 сентября).
- Waite, Mitchell; Angermeyer, John. Операционная система CP/M :  [рус.] = CP/M Bible: The Authoritative Reference Guide to CP/M : [пер. с англ.]. — 1-е изд. — М. : Радио и Связь, 1986. — 429 с. — CHMID 102709865. — ISBN 978-0672220159. — OCLC 1129114528.

### Иноязычная литература
- Carroll, Paul. Big Blues: the Unmaking of IBM :  [англ.]. — Weidenfeld & Nicolson, 1994. — 10 February. — ISBN 978-0297813156. — OCLC 1244520650.
- Thomas, Rebecca A.; Yates, Jean L. Books, Boards and Software for The New 16-Bit Processors :  [англ.] // InfoWorld. — 1981. — Т. 3, № 9 (11 May). — С. 42—43.
- Libes, Sol. Bytelines (англ.). — Byte[англ.], 1982. — Vol. 7. — P. 440–450. — 564 p.
- Kildall, Gary. Computer Connections: People, Places, and Events in the Evolution of the Personal Computer Industry (англ.). — 3959 Westlake Drive, Austin, Texas, 78746: Музей компьютерной истории, 1993. — 78 p. Архивировано 17 ноября 2016 года.
- Digital Research. Concurrent CP/M ships early in response to team effort :  [англ.] : [арх. 4 января 2017] // Digital Dialogue. — 1984. — Т. 3, № 1. — С. 1. — 12 с. — Опубликовано Музеем компьютерной истории.
- Digital Research. Concurrent DOS provides PC-Mode :  [англ.] : [арх. 11 февраля 2020] // MicroNotes. — 1984. — Т. 2, № 2 (May). — С. 9. — 32 с.
- Guzaitis, Joe; Duncan, Ray; Kornstein, Howard. CCP/M articles in the press :  [англ.] : [арх. 4 декабря 2024] / Перепечатано Эммануэлем Роше. — Microprocessors and Microsystems; DDJ; Byte, 1983. — February. — 26 с. — CHMID 102762505.
- Digital Research. CP/M :  [англ.]. — Pacific Grove, California, US : Digital Research, 1978. — OCLC 221485970.
- Kildall, Gary. CP/M: A Family of 8-and 16-Bit Operating Systems :  [англ.] : [арх. 25 января 2025] // Byte. — 1981. — June.
- Swaine, Michael. CP/M and DRM :  [англ.] : [арх. 9 сентября 2018] // Dr. Bobb's Journal. — 2004. — Т. 29, № 6 (1 June). — С. 71—73.
- Edlin, Jim. CP/M Arrives – IBM releases a tailed-for-the-PC version of CP/M-86 that profits from the learning curve :  [англ.] // PC Magazine. — 1982. — Т. 1, № 1. — С. 43—46.
- Mace, Scott. CP/M Eludes Home Market :  [англ.] // InfoWorld. — 1984. — Т. 6, № 24 (11 June). — С. 46—47.
- Mann, Stephen. CP/M Plus, a third, updated version of CP/M :  [англ.] // InfoWorld. — 1983. — Т. 5, № 33 (15 August). — С. 49, 50, 52.
- van Andel, H.; Strutynski, Kathryn. CP/M Plus: Nieuwe versie van CP/M verhoogt micro-prestaties :  [нид.]. — Kluwer Technische Tijdschriften BV[англ.], 1983. — 4 с. — ISSN 0167-1340.
- Dahmke, Mark. CP/M Plus: The new disk operating system is faster and more efficient than CP/M (англ.). — Журнал Byte, 1983. — Vol. 8. — P. 360, 362, 364, 366, 372, 374, 378, 380, 381, 382, 384.
- Digital Research. Digital Research has CP/M-86 for IBM Displaywriter :  [англ.] : [арх. 17 апреля 2021] // Digital Research News. — 1981. — Т. 1, № 1 (November). — С. 2.
- Freiberger, Paul. Digital Research offers CP/M upgrade :  [англ.]. — InfoWorld, 1982. — Т. 4. — С. 1.
- Wong, William. Digital Research's GSX: Graphics Portability : [арх. 20 октября 2019] / перепечатано Эммануэлем Роше // Microsystems. — 1984. — Июль. — С. 74.
- Digital Research. DRI agreements reached on UNIX System V :  [англ.] // MicroNotes. — 1984. — Т. 2, № 1. — С. 2. — 32 с.
- Freiberger, Paul; Swaine, Michael. Fire in the Valley: The Making of the Personal Computer (англ.). — McGraw-Hill, 2000. — 564 p. — ISBN 0071358927.
- Warren, Jim. First word on a floppy-disk operating system (англ.). — Dr. Dobb's Journal, 1976. — Vol. 1. — P. 93.
- Swaine, Michael. Gary Kildall and Collegial Entrepreneurship :  [англ.] : [арх. 27 ноября 2024] // Dr. Dobb's Journal. — 1997.
- Cole, Maggie. Gary Kildall and the Digital Research Success Story (англ.). — Пало-Алто, Калифорния, США: InfoWorld, 1981. — Vol. 3. — 72 p. Архивировано 1 июля 2024 года.
- Markoff, John. Gary Kildall, 52, Crucial Player In Computer Development, Dies :  [англ.] : [арх. 3 октября 2017] // The New York Times. — 1994. — 13 July.
- Freiberger, Paul. History of microcomputing, part 3: software genesis (англ.). — Пало-Алто, Калифорния, США: InfoWorld, 1982. — Vol. 4. — 100 p. Архивировано 1 июля 2024 года.
- Computerworld. International Report – Japan :  [англ.] // Computerworld. — 1984. — Т. 18, № 2 (9 January). — С. 19.
- Digital Research. Media Quotes :  [англ.] // Digital Research News. — 1984. — С. 7. — 8 с. — CHMID 102770753.
- Digital Research. MP/M 1.0 - A Multi-Programming Monitor Control Program for Microcomputer System Development - Functional Specification (англ.). — 1979. — 84 p.
- Digital Research. MP/M-86 Operating System - System Guide (англ.). — исправленное 1-е изд. — 1981. — 152 p. Архивировано 5 января 2017 года.
- Digital Research. MP/M-86 Operating System - User's Guide (англ.). — 1-е изд. — 1981. — 179 p. Архивировано 4 января 2017 года.
- Digital Research. MP/M II Operating System - Programmer's Guide (англ.). — 1-е изд. — 1981. Архивировано 4 января 2017 года.
- Digital Research. MP/M II Operating System - User's Guide (англ.). — 2-е изд. — 1981. Архивировано 20 октября 2019 года.
- Digital Research. MP/M II Operating System Release 2.1 Release Notes (англ.). — январь 1982.
- Digital Research. MP/M - Multi-Programming Monitor Control Program - User's Guide (англ.). — 3-е изд. — 1981. Архивировано 4 января 2017 года.
- Digital Research. MP/M - Multi-Programming Monitor Control Program - User's Guide (англ.). — 4-е изд. — 1981. Архивировано 4 января 2017 года.
- Howitt, Doran. One Company's CAD Success Story :  [англ.] // InfoWorld. — 1984. — Т. 6, № 49 (3 December). — С. 39.
- Newton, Garry. Newton's Telecom Dictionary (англ.). — Нью-Йорк, США: CMP Books[англ.], 2000. — ISBN 1-57820-053-9.
- Digital Research. Operating Systems SBC (англ.). — Digital Dialogue, 1982. — Vol. 1. Архивировано 15 августа 2021 года.
- PC Magazine. PC-Communiques: CP/M-86 Price Plunges to $60 :  [англ.] // PC Magazine. — 1983. — Т. 1, № 10. — С. 56.
- Digital Research. PC-DOS mode offered in new CP/M release :  [англ.] : [арх. 11 февраля 2020] // MicroNotes. — 1984. — Т. 2, № 1. — С. 1. — 32 с.
- Digital Research. PC-Mode bridges CP/M and PC DOS :  [англ.] : [арх. 4 января 2017] // Digital Dialogue. — 1984. — Т. 3, № 1. — С. 3. — 12 с.
- Sandberg-Diment, Erik. Personal Computers: The Operating System in the middle :  [англ.] : [арх. 23 декабря 2019] // The New York Times. — 1983. — 3 May.
- Kildall, Gary. Running 8-bit software on dual-processor computers (англ.) / перепечатано Эммануэлем Роше. — Electronic Design, 1982. — P. 116–128.
- Wilkinson, Bill. Software interchangeability problems in the 6502 marketplace (англ.). — InfoWorld, 1981. — Vol. 3. — P. 16. — 48 p. Архивировано 20 апреля 2023 года.
- Hogan, Thom. State of Microcomputing / Some Horses Running Neck and Neck (англ.). — InfoWorld, 1981. — Vol. 3. — 77 p. Архивировано 24 июня 2024 года.
- Licklider, Tracy. Ten Years of Rows and Columns :  [англ.] // Byte. — 1989. — Т. 14, № 13 (December). — С. 324—331.
- Kildall, Gary. The History of CP/M, The Evolution Of An Industry: One Person's Viewpoint (англ.). — Dr. Dobb's Journal, 1980. — Vol. 5. — P. 6—7. Архивировано 24 ноября 2016 года.
- Bunnell, David. The Man Behind The Machine? / A PC Exclusive Interview With Software Guru Bill Gates (англ.). — PC Magazine, 1982. — Vol. 1. — P. 16–23. Архивировано 9 мая 2013 года.
- Helms, Harry. The McGraw-Hill computer handbook :  [англ.]. — Нью-Йорк : McGraw-Hill Book Company, 1983. — ISBN 0-07-027972-1. — OCLC 260128833.
- PC Magazine. The Microsoft/Lifeboat Battle Cry – Software firms back PC-DOS as 16-bit standard :  [англ.] // PC Magazine. — 1982. — Т. 1, № 1. — С. 159–162.
- Duncan, Ray; Bostwick, Steve; Burgoyne, Keith; Byers, Robert A.; Hogan, Thom; Kyle, Jim; Letwin, Gordon; Petzold, Charles; Rabinowitz, Chip; Tomlin, Jim; Wilton, Richard; Wolverton, Van; Wong, William; Woodcock, JoAnne. The MS-DOS Encyclopedia: versions 1.0 through 3.2 (англ.). — 2-е изд. — Редмонд, штат Вашингтон, США, 1988. — ISBN 1-55615-049-0.
- Bergin, Thomas. The Origins of Word Processing Software for Personal Computers: 1976-1985 :  [англ.] // IEEE Annals of the History of Computing. — IEEE, 2007. — Т. 28, № 4 (2 January). — С. 32—47. — ISSN 1934-1547. — doi:10.1109/MAHC.2006.76.
- Hunter, David. The Roots of DOS: Tim Paterson :  [англ.] // Softalk. — 1983. — March.
- Evans, Harold; Buckland, Gail; Lefer, David. They Made America: From the Steam Engine to the Search Engine: Two Centuries of Innovators :  [англ.] / перепечатано Эммануэлем Роше. — 2-е изд. — Back Bay Books, 2004. — С. 220–251. — ISBN 978-0-316-27766-2. — OCLC 1036955638.
- Brown, David K.; Strutynski, Kathryn; Wharton, John Harrison. Tweaking more performance from an operating system - Hashing, caching, and memory blocking are just a few of the techniques used to punch up performance in the latest version of CP/M :  [англ.]. — PennWell Publications, 1983. — Т. 22. — С. 193–194, 196, 198, 200, 202, 204. — ISSN 0010-4566. — OCLC 1564597.